# Social Sciences Citation Index
El Social Sciences Citation Index (SSCI) es un índice de citación de pago creado por la compañía Clarivate Analytics. Originalmente fue desarrollado por el Instituto para la Información Científica a partir del Science Citation Index.

## Visión general
La base de datos de citas de la SSCI cubre cerca de 3.000 de las principales revistas académicas del mundo en ciencias sociales en más de 50 disciplinas académicas. Está disponible en red a través del servicio Web of Science, mediante pago por servicio. La base de datos registra los artículos más citados por otros artículos.

## Crítica
Philip Altbach criticó el Social Sciences Citation Index por favorecer las revistas en inglés en general, y las revistas estadounidenses específicamente, mientras minusvalora muchas de las revistas y periódicos en idiomas que no están escritas en inglés.
En 2004, los economistas Daniel B. Klein y Eric Chiang realizaron una investigación del Social Sciences Citation Index, donde identificaron deficiencias metodológicas que incentivaban la cuenta excesiva de citas, y presentan evidencias de sesgo en el Social Sciences Citation Index a favor de las revistas de orientación socialdemócrata.